# 石見簗瀨車站
35°4′20.66″N 132°35′34.03″E / 35.0724056°N 132.5927861°E
石見簗瀨車站（日语：／ Iwami-Yanaze eki */?）曾是屬於西日本旅客鐵道（JR西日本）三江線的鐵路車站，位於島根縣邑智郡美鄉町。「簗」是一種捕魚用的器具，地名「簗瀨」首見於《東大寺文書》在養和元年（1181年）記載之地名。
三江線活化協議會將此站暱稱命名為「岩戶」，取自島根縣西部與廣島縣西北部流傳的傳統神樂——石見神樂。

## 歷史
- 1935年（昭和10年）12月2日 - 三江線從石見川本車站延伸至石見簗瀨車站，此站開始營運。
- 1937年（昭和12年）10月20日 - 三江線延伸至濱原車站，此站成為中途站。
- 1955年（昭和30年）3月31日 - 隨著三江南線通車營運，原本的三江線更名為三江北線。
- 1975年（昭和50年）8月31日 - 三江南線的口羽車站與三江北線的濱原車站之間銜接路段完工通車，南北兩線合併為三江線，此站成為三江線的車站。
- 1987年（昭和62年）4月1日 - 隨著國鐵分割民營化，成為西日本旅客鐵道所管轄的車站。
- 1999年（平成11年）3月 - JR西日本將石見簗瀨、川平、川戶及因原這四個站的列車交會設施拆除，因此從江津至濱原間僅剩下石見川本車站可交會列車[2]。
- 2018年4月1日 - 因三江線全線停駛廢線，隨之停止營運而廢站。

## 車站構造
此站為地面車站，原本有兩股軌道與一座島式月台，但1999年3月拆除列車交會設施時一併拆除站房側的軌道，只留下另一側軌道。月台上設有候車椅及遮雨棚。車站設有站房，但沒有裝設自動售票機等設備。

## 使用狀況
根據島根縣的統計資料與《三江線沿線地域公共交通網形成計劃》所記載之每日平均乘客人數如下：
| 乘車人數推移 | 乘車人數推移 |
| 年度         | 1日平均人數  |
| ------------ | ------------ |
| 1984         | 103          |
| 1994         | 66           |
| 1999         | 46           |
| 2000         | 42           |
| 2001         | 32           |
| 2002         | 20           |
| 2003         | 27           |
| 2004         | 18           |
| 2005         | 22           |
| 2006         | 21           |
| 2007         | 22           |
| 2008         | 19           |
| 2009         | 24           |
| 2010         | 16           |
| 2011         | 14           |
| 2012         | 8            |
| 2013         | 3            |
| 2014         | 7            |
| 2015         | 8            |

## 相鄰車站
西日本旅客鐵道（JR西日本）
 三江線
乙原－石見簗瀨－明塚

## 外部連結
- （日語）JR西日本（石見簗瀬駅） （页面存档备份，存于）
- （日語）ぶらり三江線WEB：石見簗瀬 - 三江線改良利用促進期成同盟会・三江線活性化協議会。